# Kedopok (plaats)
Kedopok is een bestuurslaag in het regentschap Probolinggo van de provincie Oost-Java, Indonesië. Kedopok telt 3663 inwoners (volkstelling 2010).